# Constantin Frantzen
Constantin Frantzen (født 16. marts 1998 i Düsseldorf, Tyskland) er en professionel tennisspiller fra Tyskland.